# Enstatita
L'enstatita és un mineral del grup dels silicats, subgrup inosilicats i, dins d'ells, pertany al subgrup dels ortopiroxens. És un silicat de magnesi (MgSiO3). Normalment té aspecte de masses fibroses de color castany verdós. El seu nom deriva del grec enstates, que significa "oponent", pel fet que és refractària. Alguns sinònims molt poc usats són amblistegita, chladnita, enstadita, ficinita, paulita, peckamita, protobastita, shepardita o victorita.
L'enstatita, juntament amb la ferrosilita, forma una sèrie contínua, de la qual aquests dos minerals són els termes extrems. És l'extrem, amb magnesi, d'una sèrie de solució sòlida; l'altre extrem, amb ferro, és la ferrosilita (Fe₂Si₂O₆). Els minerals intermedis d'aquesta sèrie són la varietat broncita ((Mg, Fe) ₂Si₂O₆) i la hiperstena ((Fe, Mg) ₂Si₂O₆). És un dimorfisme de la clinoenstatita, que té la mateixa composició química però en el sistema monoclínic.
El mineral cristal·litza en el sistema ròmbic i pertany al grup dels piroxens. Els cristalls ben formats són rars; normalment es presenta en grans de forma irregular o en masses exfoliables. Té una duresa de 6 i una densitat de 3,2-3,9, és de color blanc o verd clar, i el seu esclat és com el del vidre. Escalfant l'enstatita per damunt dels 1 050 °C es transforma en protoenstatita.

## Varietats

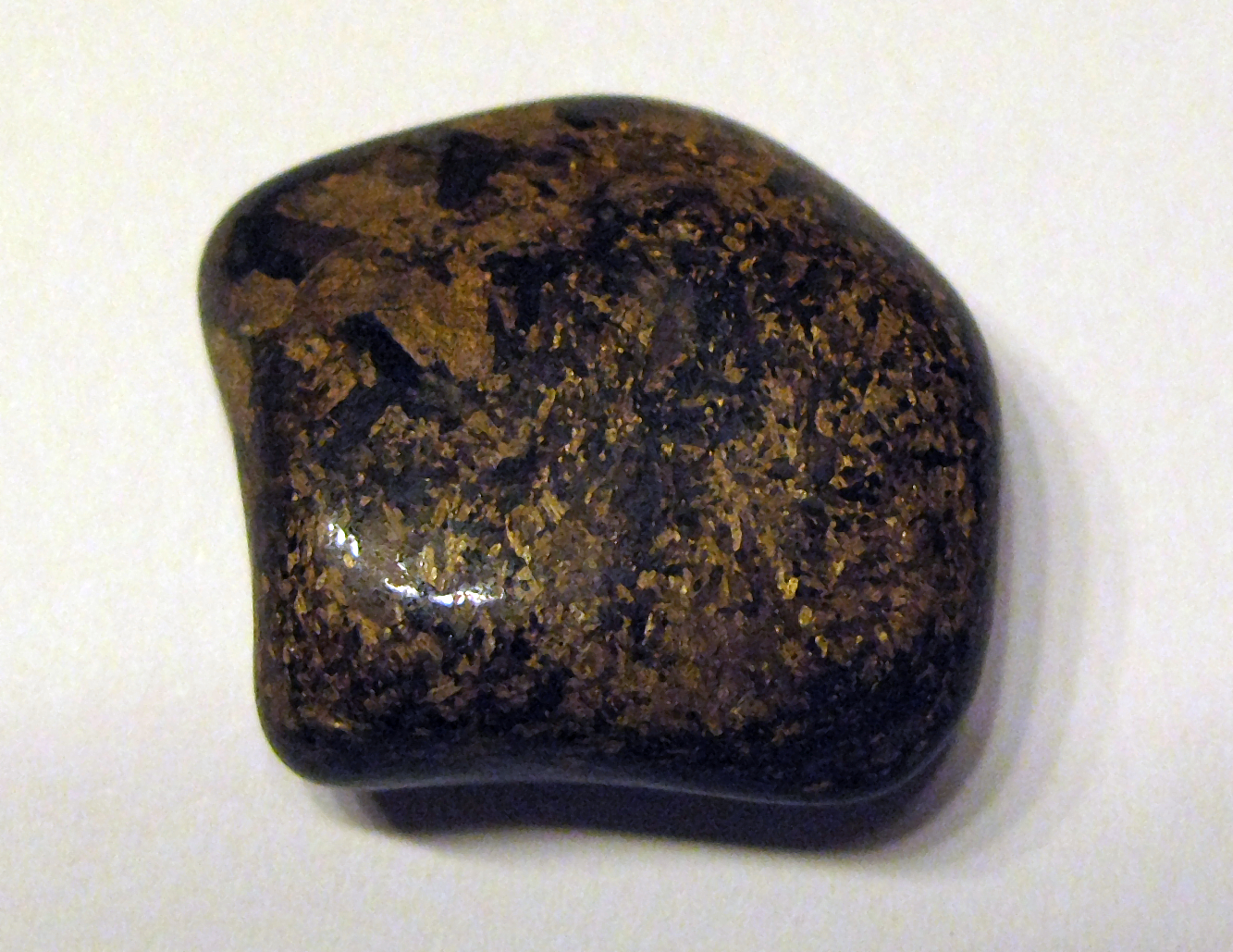
La bronzita, una varietat d'enstatita.

Hi ha dues varietats: la bronzita i la cromoenstatita.
- Bronzita. És un silicat de magnesi i ferro, (Mg, Fe)SiO₃. És un mineral pertanyent a la sèrie dels piroxens ròmbics. Es presenta en masses fibroses, de color tirant a marró o verd fosc. Les bronzites són elements essencials de les norites i els gabres.[6]
- Cromoenstatita. És una varietat d'enstatita de color verd-maragda, que és tallada com a gemma preciosa. El color verd és causat per les traces de crom, i d'aquí el seu nom.

## Formació ígnia i metamòrfica
Es presenta en les roques bàsiques i ultrabàsiques amb poca quantitat de calci. Com a exemple hom pot citar les peridotites, els basalts i les andesites. També es presenta en roques que han sofert un grau elevat de metamorfisme. Es forma en roques ígnies màfiques, com ara serpentinítiques i peridotita, sempre que tinguin poc ferro. Però com que el normal és que les roques ígnies tinguin ferro en abundància, l'enstatita és més comuna en roques metamòrfiques d'un elevat grau, anomenades granulites, on apareix per alteració del mineral antofilita. Els minerals associats a aquestes roques són augita, feldespats i certs tipus de granat. També s'ha trobat en alguns meteorits rics en ferro.

## Localització, extracció i ús
Es troben importants jaciments a Nova York, Colorado i moltes altres localitzacions dels Estats Units, així com a l'Índia i Tanzània. Als territoris de parla catalana ha estat descrita a Susqueda (Selva) i a Llorà (Gironès).
Les dues varietats descrites abans tenen valor comercial. La bronzita és polida en lloses com a pedra ornamental i la cromoenstatita es talla com a gemma semipreciosa.